# Artemísia II de Cária
Artemisia II de Caria (em em grego: Aρτεμισία; 351 a.C.) foi uma estrategista naval, comandante e irmã (e posteriormente esposa) e sucessora de Mausolo, governante de Caria. Mausolo era um sátrapa do Império Aquemênida, ainda apreciado o status de rei da dinastia Hecatomnida. Após a morte de seu irmão / marido, Artemísia reinou por dois anos, de 353 a 351 AEC. Sua ascensão ao trono provocou uma revolta em algumas das ilhas e cidades costeiras sob seu comando devido à objeção a uma governante mulher. Sua administração foi conduzida segundo os mesmos princípios de seu marido; em particular, ela apoiou o partido oligárquico na ilha de Rodes.
Por causa da dor de Artemísia pelo irmão-marido e das formas extravagantes e bizarras que assumiu, ela se tornou para os tempos posteriores "um exemplo duradouro de viuvez casta e do tipo mais puro e raro de amor", nas palavras de Giovanni Boccaccio. Na arte, ela normalmente era mostrada no processo de consumir suas cinzas, misturadas em uma bebida.
Outra Artemísia de Caria é também uma conhecida estrategista militar, Artemísia I de Cária, sátrapa de Cária e aliada de Xerxes I cerca de 150 anos antes, no início do século V a.C..[carece de fontes?]

## Vida
Artemísia é conhecida na história por sua dor extraordinária com a morte de seu marido (e irmão) Mausolo. Diz-se que ela misturou as cinzas dele em sua bebida diária e que gradualmente definhou durante os dois anos em que sobreviveu a ele. Ela induziu os mais eminentes retóricos gregos a proclamar seu louvor em sua oratória; e para perpetuar sua memória, ela construiu em Halicarnasso o célebre Mausoléu de Halicarnasso, listado por Antípatro de Sídon como uma das Sete Maravilhas do Mundo Antigo e cujo nome posteriormente se tornou o termo genérico para qualquer esplêndido monumento sepulcral.
Artemísia é conhecida por comandar uma frota e desempenhou um papel importante nos assuntos político-militares do Egeu após o declínio da superioridade naval ateniense. A república insular de Rodes se opôs ao fato de uma mulher governar Caria. Rodes enviou uma frota contra Artemísia sem saber que seu falecido marido havia construído um porto secreto. Artemísia escondeu remadores de navios e fuzileiros navais e permitiu que os ródios entrassem no porto principal. Artemísia e seus cidadãos encontraram os ródios nas muralhas da cidade e os convidaram para entrar na cidade. Quando os ródios começaram a sair de seus navios, Artemísia navegou com sua frota por uma saída no mar e no porto principal. Ela capturou os navios ródios vazios, e os homens ródios que desembarcaram foram mortos no mercado. Artemísia então colocou seus homens nos navios de Rodes e os fez zarpar de volta para Rodes. Os homens foram recebidos no porto de Rodes e conquistaram Rodes.
Polieno, no oitavo livro de sua obra Estratagemas de Guerra, menciona que quando Artemísia (ele pode estar se referindo a Artemísia I, mas mais provavelmente Artemísia II) quis conquistar Latmo, ela colocou soldados em emboscada perto da cidade e ela, com mulheres, eunucos e músicos, celebravam um sacrifício no bosque da Mãe dos Deuses, que ficava a cerca de sete degraus da cidade. Quando os habitantes de Latmo saíram para ver a magnífica procissão, os soldados entraram na cidade e tomaram posse dela.[carece de fontes?]

## Outros monumentos
Outro famoso monumento foi erguido por Artemísia em Rodes para comemorar sua conquista da ilha. Os ródios, depois de recuperar sua liberdade, tornaram-no inacessível, de onde foi chamado posteriormente de Abaton (άβατον).